# Eriococcus korotyaevi
Eriococcus korotyaevi är en insektsart som först beskrevs av Danzig 1982.  Eriococcus korotyaevi ingår i släktet Eriococcus och familjen filtsköldlöss.
Artens utbredningsområde är Mongoliet. Inga underarter finns listade i Catalogue of Life.